# Gouvernement Malou II
 (février 2025).
Si vous disposez d'ouvrages ou d'articles de référence ou si vous connaissez des sites web de qualité traitant du thème abordé ici, merci de compléter l'article en donnant les références utiles à sa vérifiabilité et en les liant à la section « Notes et références ».
Royaume de Belgique
Frère-Orban II Beernaert
Le gouvernement Malou II est un gouvernement catholique qui gouverna la Belgique du 16 juin 1884 jusqu'au 26 octobre 1884.  Le chef du gouvernement, Jules Malou est  également Ministre des finances. 
Ce gouvernement marque le début de 61 années de pouvoir ininterrompu pour le Parti catholique (il retourne dans l'opposition en 1945) ; jusqu'en 1916, soit pendant 32 ans, les catholiques gouvernent seuls.

## Composition
| Ministère                                                        | Nom                   | Parti               |
| ---------------------------------------------------------------- | --------------------- | ------------------- |
| Ministre des Affaires étrangères                                 | Alphonse de Moreau    | Catholique          |
| Ministre de l'Intérieur                                          | Victor Jacobs         | Catholique          |
| Ministre de la Justice                                           | Charles Woeste        | Catholique          |
| Ministre des Finances                                            | Jules Malou           | Catholique          |
| Ministre de l'Agriculture, de l'Industrie et des Travaux publics | Auguste Beernaert     | Catholique          |
| Ministre des chemins de fer                                      | Jules Vandenpeereboom | Catholique          |
| Ministre de la Guerre                                            | Charles Pontus        | Extra-parlementaire |